# Ayoze Pérez
Ayoze Pérez Gutiérrez (ur. 29 lipca 1993 w Santa Cruz de Tenerife) – hiszpański piłkarz, występujący na pozycji napastnika w hiszpańskim klubie Villarreal CF oraz w reprezentacji Hiszpanii. Zwycięzca Mistrzostw Europy 2024.
Wychowanek CD Tenerife. W swojej karierze występował również m.in. w takich klubach jak: Newcastle United, Real Betis czy Leicester City.

## Kariera
Pérez rozpoczął swoją karierę w CD Tenerife, gdzie w sezonie 2012/13 zadebiutował w czwartoligowym zespole rezerw. 21 grudnia 2012 rozegrał pierwszy mecz w barwach pierwszej drużyny, która zremisowała wówczas 0:0 z RSD Alcalá. 5 maja 2013 w wygranym 3:0 spotkaniu z UD San Sebastián de los Reyes zdobył swoją pierwszą bramkę dla klubu. Ostatecznie Ayoze rozegrał szesnaście spotkań i zdobył jednego gola, przyczyniając się do awansu Tenerife do Segunda División.
18 sierpnia 2013 podczas przegranego 0:1 meczu z AD Alcorcón Pérez zadebiutował na drugim poziomie ligowym. 29 września 2013 zdobył pierwszą bramkę w Segunda División, zaś Tenerife wygrało 1:0 z Realem Madryt Castilla. 23 marca 2014 zdobył swojego pierwszego hat tricka w seniorskiej karierze w wygranym 5:0 spotkaniu z SD Ponferradina.
6 czerwca 2014 angielskie Newcastle United oficjalnie poinformowało, że Pérez związał się z klubem długoterminową umową.
4 lipca 2019 Pérez podpisał 4-letni kontrakt z klubem Leicester City. Kwota transferu nie została oficjalnie podana, ale według doniesień mediów wyniosła około 30 mln £. Swojego pierwszego gola dla nowego klubu zdobył 25 października 2019, w wyjazdowym, sensacyjnie wygranym 0:9 spotkaniu z Southampton. W meczu zdobył jeszcze dwie bramki. Wynik ten był wyrównaniem najwyższego wyniku spotkania w Premier League, jednakże Lisom udało się dokonać tego na wyjeździe. Mecz ten był dla Leicester City najwyższą wygraną na pierwszym poziomie rozgrywkowym, a dla Southampton była to najwyższa porażka w całej historii istnienia klubu.

## Sukcesy

### Newcastle United
- Mistrzostwo Championship: 2016/2017

### Leicester City
- Puchar Anglii: 2020/2021
- Tarcza Wspólnoty: 2021

### Reprezentacja Hiszpanii
- Mistrzostwo Europy: 2024

### Indywidualne
- Gracz miesiąca w Segunda División (2): marzec 2014, kwiecień 2014
- Przełomowy gracz w Segunda División (1): 2013/2014[13]
- Najlepszy ofensywny pomocnik w Segunda División (1): 2013/2014[14]
- Drużyna sezonu Segunda División (1): 2013/2014